# Moru (langue)
Pour les articles homonymes, voir Logo (homonymie).
Le moru est une langue nilo-saharienne parlée en Soudan du Sud.

## Écriture
| a  | ä | b | ’b | c  | d  | ’d | dr | e  | f  | g |
| gb | i | j | k  | kp | l  | m  | n  | ny | ŋ  | o |
| p  | r | ṛ | s  | t  | tr | u  | v  | ’w | ’y | z |

L’apostrophe précède les consonnes glottalisées ou éjectives. Les consonnes labialisées sont suivies de la lettre w. Les consonnes prénasalisées sont précédées de la lettre nasale homorganique m, n ou ŋ.
Les tons sont rarement indiqués : les tons haut, montant ou descendant ne sont pas indiqué ; le ton bas distinguant le singulier du pluriel est indiqué avec l’accent aigu, surtout avec ‹ á ›, et le ton bas lexical est indiqué avec l’accent circonflexe lorsqu’il peut y avoir une ambiguité.